# Teaterhuset Mölndal
Teaterhuset Mölndal är en gammal lada varsamt ombyggd till en teatersalong med 150 sittplatser på Baggåkersgatan 8 nära Åbro Industriområde i Mölndal, som är spelplats för sex olika amatörteaterföreningar inom den 1992 bildade paraplyorganisationen "Mölndals Amatörteaterförening" (MATF). Den nuvarande byggnaden togs i bruk 1998 och fungerar också som konferenslokal. 
Sedermera har Teaterhuset främst ungdomsdrivna produktioner i form av revyer och komedier, mm. Utöver det huserar en engelsk teatergrupp i huset och föreningens lägereld Gunnebo sommarspel.

## Uppsättningar (urval)
- Nalle Puh (1998, regi: Conny Källström)
- Rasmus på luffen (1999, regi: Conny Källström)
- Bamse, världens starkaste björn (2000, regi: Janne Sandberg)
- Nya äventyr i Bamse-skogen (2001)
- Morotsöra, skogens lille rädd(h)are (2002, regi: Janne Sandberg)
- Fisen och trollen i Bortomskogen (2003, regi: Janne Sandberg)
- Bamse, världens starkaste och snällaste björn (2004)
- Bamse och hans vänner (2005)
- Kotten - Ett sagolikt äventyr (2006, regi: Janne Sandberg)
- Tomten - En Sommarsaga (2007, regi: Janne Sandberg)
- Kotten och Lillmusen (2008)
- Nyckelpigaligan (2009)
- Prins liten & trollprinssesan (2010)
- Svingelskogen (2011)
- Alice i underlandet (2012)
- Gris - En grymt bra musikal (2013, i regi: Kjell Samuelsson)
- Cirkus Hallonen (2014, i regi: Kjell Samuelsson)
- Vid regnbågens slut (2015, i regi: Kjell Samuelsson)
- Rimsalabim  (2016, i regi: Kjell Samuelsson)
- Drömmen om Mölndal - I lagens namn (2016-2017)
- Halmlätt (2017, i regi: Linda Smedberg)
- Drömmen om Mölndal (2017-2018)
- I hate Shakespeare (2018)
- Typ livet (2018)
- The Moon is Down (2018)
- Pettson och Findus (2018, i regi: Kjell Samuelsson)
- Kom ihåg den fria världen (2018)
- Kotten och Lillmusen (2018)
- Drömmen om Mölndal - För Mölndal - i tiden (2018-2019)
- Arsenic and old lace (2019)
- Pettson och Findus - nya äventyr i Gunneboskogen (2019, i regi: Kjell Samuelsson)
- Fisen och den Miljonmagiska mystikmaskinen (2020)
- Astma, knäverk och lavemang (2020)
- Sommarrevy (2020)
- Murder to death (2020)
- DNA
- Peter Pan (2021, i regi: Elias Ehn)
- Gott och Blandat, en revy med sött, surt och salt (2021)
- Next To Normal (2021)
- Jungfru Maria (2021)
- Hjärnspöke (2022, i regi: Sara Samuelsson)
- Jag vill inte dö, jag vill bara inte leva (2022, i regi: Ludvig Hansén)
- The Privat Ear (2022)
- The Public Eye (2022)
- Allting från Intet (2022, i regi: Ludvig Hansén)
- Pelle Svanslös (2022, i regi: Sara Samuelsson, Emeli Jansson)
- Krakel Spektakel (2022-2023)
- Bon appetit - en kryddstark revy (2022)
- Förskalv (2023, i regi: Ludvig Hansén)
- Men Nej (2023)
- Kåldolmar och kalsipper (2023, i regi: Sara Samuelsson, Klara Lemurell, Ludvig Hansén)
- K.R.I.S - Kontroversiell Revy I Samtiden (2024, i regi: Ludvig Hansén)
- Hår - en filurig musikal (2024, i regi: Kjell Samuelsson)
- Att leva i overklighet (2024, i regi: Ludvig Hansén)
- Karl-Bertil Jonssons julafton (2024, regi: Kersti Aust)